# Gonarcticus antennata
Gonarcticus antennata är en tvåvingeart som först beskrevs av Zetterstedt 1838.  Gonarcticus antennata ingår i släktet Gonarcticus och familjen kolvflugor. Arten är reproducerande i Sverige. Inga underarter finns listade i Catalogue of Life.